# Арест имущества
Аре́ст иму́щества — мера, применяемая в качестве обеспечения иска или способа обеспечения исполнения решения о взыскании налога. 

## Арест имущества как обеспечение иска
В гражданском процессе арест имущества является одной из форм обеспечения подлежащего денежной оценке иска или взыскания. Цель ареста имущества — служить обеспечением иска или взыскания, то есть гарантировать истцу возможность удовлетворения его со стороны ответчика в случае признания судом его требования и препятствовать ответчику уклониться от исполнения обязанностей, вытекающих из судебного решения. Истец, желающий наложить арест на имущество ответчика, должен обратиться в суд, рассматривающий дело, с просьбою о наложении ареста на имущество должника с указанием, где и у кого оно находится.

## Арест имущества налоговыми органами в Российской Федерации
При аресте имущества происходит ограничение права собственности организации в отношении её имущества. Арест производится налоговым или таможенным органом с санкции прокурора.
Арест имущества производится в случае неисполнения налогоплательщиком-организацией в установленные сроки обязанности по уплате налога, пеней и штрафов и при наличии у налоговых или таможенных органов достаточных оснований полагать, что указанное лицо предпримет меры, чтобы скрыться либо скрыть своё имущество. Например, недобросовестный налогоплательщик может попытаться ликвидироваться или передать своё имущество подконтрольным фирмам, не погасив свои обязательства.
Арестовывается не все имущество, а только в количестве, достаточном для погашения долга.
В ч. 1.1 ст. 80 Налогового кодекса РФ указано, что не подлежит аресту имущество неплательщика по исполнительному документу, в котором есть требование взыскать деньги, если сумма взыскания по исполнительному производству не превышает 3000 рублей.
Исключение — арест денег и вещей в залоге, которое взыскивают в пользу залогодержателя.
При этом арест первого попавшегося имущества не освобождает судебного пристава-исполнителя от обязанности в дальнейшем осуществить действия по выявлению иного имущества должника, на которое может быть обращено взыскание в предыдущую очередь (п. 41 Постановления Пленума Верховного Суда РФ от 17 ноября 2015 г. N 50)
Арест имущества снимается после погашения фирмой обязательств.
Имущество индивидуального предпринимателя не может быть арестовано, так как данная санкция применима только в отношении организаций.

## В Англии
В английском праве термин «секвестр» (sequestration) имеет два применения. Он может, во-первых, использоваться для обозначения действий воюющей державы, которая изымает имущество у подданных враждебных держав; во-вторых, для обозначения санкции суда в отношении особо уполномоченных лицам, «секвестров», которым вменяется в обязанность изъять имущество у ответчика.

### Церковь Англии
Существуют также два специфических и немного различных использования данного термина в каноническом праве английской церкви. Он употребляется по отношению к действиям по извлечению доходов сана для удовлетворения требований кредиторов по отношению к данному представителю духовенства; к действиям по обеспечению того, чтобы помещения церкви и дома священника находились в хорошем состоянии и были готовы принять нового назначенца, а также чтобы были улажены легальные вопросы перехода права пользования данной собственностью.
Поскольку церковное имущество не может быть затронуто мирянином напрямую, приказ о секвестре выдаётся сначала епископу, и только он потом издаёт распоряжение о секвестре церковным служителям, которые собирают прибыль и удовлетворяют требования. Точно так же, когда сан освобождается, уполномоченные служители церкви управляют имуществом церкви до прихода нового священника.